# Strigiphilus ceblebrachys
Strigiphilus ceblebrachys är en insektsart som först beskrevs av Henry Denny 1842.  Strigiphilus ceblebrachys ingår i släktet ugglelöss, och familjen fjäderlöss. Arten är reproducerande i Sverige.